# Ignác Radlinský
Ignác Radlinský (červenec 1845 Dolný Kubín – 16. května 1924 Slovensko) byl slovenský advokát.

## Životopis
Maturoval na slovenském gymnáziu v Banské Bystrici, právo studoval ve Vídni a v Budapešti, 1871 složil advokátní zkoušky. Od roku 1867 byl notářem Oravské župy, od roku 1871 advokátem v Dolním Kubíně. Podporoval zakládání slovenských peněžních ústavů, organizoval finanční sbírky na Matici slovenskou, podpořil vydání Slovenských zpěvů. Od roku 1871 zástupcem Dolního Kubína v župním výboru, po roce 1918 předseda Národní rady Oravské župy.